# Gammalbodtjärnarna (Offerdals socken, Jämtland, 706112-141795)
Gammalbodtjärnarna är en sjö i Krokoms kommun i Jämtland och ingår i Indalsälvens huvudavrinningsområde.